# 福岡県高等学校の廃校一覧
福岡県高等学校の廃校一覧（ふくおかけんこうとうがっこうのはいこういちらん）とは、福岡県の廃校となった高等学校の一覧。対象となるのは学制改革（1948年）以降に廃校となった高等学校と分校である。名称は廃校当時のもの。廃校時に属していた自治体が合併により消滅している場合は現行の自治体に含める。また現在休校中の学校は公式には存続している事となっているが、休校中の学校は事実上廃校となっている場合が多いため、便宜上本項に記載する。

## 公立高等学校

### 北九州市
- 福岡県立大里高等学校（門司区。2004年門司商業高と統合し福岡県立門司大翔館高等学校となり[1]、2007年完全移行）
- 福岡県立門司商業高等学校（門司区。2004年大里高と統合し門司大翔館高となり[1]、2007年完全移行）
- 福岡県立門司高等学校（門司区。2004年門司北高と統合し福岡県立門司学園中学校・高等学校となり[2]、2009年完全移行）
- 福岡県立門司北高等学校（門司区。2004年門司高と統合し門司学園中・高となり[2]、2009年完全移行）
- 福岡県立戸畑中央高等学校（戸畑区。2003年定時制単位制高校の福岡県立ひびき高等学校へ改編）[3]

### 福岡市
- 福岡県立糸島高等学校北崎分校（西区。1964年廃止[4]）

### 大牟田市
- 福岡県立三池農業高等学校（2003年統合により福岡県立ありあけ新世高等学校となり[5]、2005年完全移行）
- 福岡県立大牟田商業高等学校（同上）[5]
- 福岡県立大牟田南高等学校（同上）[5]

### 直方市
- 福岡県立筑豊工業高等学校（2003年統合により福岡県立鞍手竜徳高等学校〈校舎は宮若市の旧鞍手農業高〉となり[6]、2005年完全移行）

### 飯塚市
- 二瀬町立二瀬高等学校（1949年全日制課程を廃止、定時制課程を福岡県立嘉穂女子高等学校〈現：福岡県立嘉穂東高等学校〉へ統合）[7]
- 福岡県立嘉穂中央高等学校（2005年統合により福岡県立嘉穂総合高等学校となり[8]、2007年完全移行、2008年嘉穂郡桂川町へ移転）

### 田川市
- 福岡県立田川工業高等学校（2005年統合により福岡県立田川科学技術高等学校となり[9]、2007年完全移行）

### 八女市
- 福岡県立黒木高等学校（2009年閉校。校地は福岡県立輝翔館中等教育学校が継承）福岡県立黒木高等学校 - ウェイバックマシン（2010年3月4日アーカイブ分）

### 大川市
- 福岡県立大川高等学校（2003年大川工業高と統合し福岡県立大川樟風高等学校となり[10]、2005年完全移行）
- 福岡県立大川工業高等学校（2003年大川高と統合し大川樟風高となり[10]、2005年完全移行）

### 豊前市
- 福岡県立築上北高等学校（旧・福岡県立築上農業高等学校）（2005年統合により2003年開校の福岡県立青豊高等学校へ）[11]
- 福岡県立築上中部高等学校（同上）[11]

### うきは市
- 福岡県立浮羽高等学校〈初代〉（1949年浮羽女子高と統合し浮羽高〈2代目〉へ）[12]
- 福岡県立浮羽女子高等学校（1949年浮羽高〈初代〉と統合し浮羽高〈2代目〉へ）[12]
- 福岡県立浮羽高等学校〈2代目〉（2005年浮羽東高と統合し福岡県立浮羽究真館高等学校となり[12]、2007年完全移行）
- 福岡県立浮羽東高等学校（2005年浮羽高〈2代目〉と統合し浮羽究真館高となり[12]、2007年完全移行）

### 宮若市
- 福岡県立鞍手農業高等学校（閉校時の所属自治体は鞍手郡宮田町。2003年統合により鞍手竜徳高となり[6]、2005年完全移行）
- 福岡県立鞍手商業高等学校（同上）[6]
- 福岡県立西鞍手高等学校（閉校時の所属自治体は鞍手郡若宮町。2003年統合により鞍手竜徳高となり[6]、2005年完全移行）

### 嘉麻市
- 福岡県立山田高等学校（2005年統合により嘉穂総合高となり[8]、2007年完全移行）
- 福岡県立嘉穂工業高等学校（同上）[8]

### 朝倉市
- 福岡県立朝倉高等学校〈旧〉（1949年朝倉女子高と統合し福岡県立朝倉高等学校〈新〉へ）[13]
- 福岡県立朝倉女子高等学校（1949年朝倉高〈旧〉と統合し朝倉高〈新〉へ）[13]
- 福岡県立朝羽高等学校（2010年閉校。校地は2008年開校の福岡県立朝倉光陽高等学校が継承）[14]
- 福岡県立朝倉農業高等学校（2010年閉校。朝倉光陽高が後継校）[14]

### 糸島市
- 福岡県立糸島高等学校〈旧〉（1949年8月31日糸島女子高と統合し福岡県立糸島高等学校〈新〉東校舎へ）[4]
- 福岡県立糸島女子高等学校（1949年8月31日糸島高〈旧〉と統合し糸島高〈新〉西校舎となり、1956年4月5日東校舎へ統合）[4]

### 遠賀郡
- 水巻町立水巻高等学校（水巻町。1963年廃止）[15]

### 鞍手郡
- 福岡県立鞍手高等学校鞍手町立豊翔館（鞍手町。昼間定時制高校。2022年閉校）[16]

### 朝倉郡
- 福岡県立朝倉高等学校夜須町立夜須分校（筑前町。ただし閉校時の所属自治体は同郡夜須町。1985年廃止）[注釈 1]

### 田川郡
- 福岡県立田川農林高等学校（香春町。2005年田川科学技術高となり、2007年完全移行）[9]
- 福岡県立田川商業高等学校（添田町。2005年田川科学技術高となり、2007年完全移行）[9]

### 築上郡
- 福岡県立築上東高等学校（上毛町。ただし閉校時の所属自治体は同郡新吉富村。2005年統合により2003年開校の青豊高へ）[11]
- 福岡県立築上西高等学校築上町立上城井分校（2010年）[17]

## 私立高等学校

### 北九州市
- 紫水高等学校（閉校時の所属自治体は福岡県小倉市。1949年4月30日に福岡県立小倉南高等学校へ統合）[18]
- 北九州女子高等学校（八幡西区）
- 九州共立大学八幡西高等学校（八幡西区。2002年九州女子大学附属高と統合し自由ケ丘高等学校へ）[19]
- 九州女子大学附属高等学校（八幡西区。2002年八幡西高と統合し自由ケ丘高へ）[19]
- 啓知高等学校（門司区）（2018年）[20]

### 直方市
- 直方東高等学校（2003年10月1日大和青藍高等学校へ統合）[21]

### 飯塚市
- 飯塚女子高等学校（1978年）
- 麻生塾工業高等学校（1982年）[22]
- 飯塚商業高等学校（1983年）
- 日新館高等学校（2008年）

### 久留米市
- 筑邦高等学校（1982年筑邦女子高と統合し久留米学園高等学校へ）[23]
- 筑邦女子高等学校（1982年筑邦高と統合し久留米学園高へ）[23]